# بليك ويزلي
بليك ويزلي هو لاعب هوكي الجليد كندي، ولد في 10 يوليو 1959 في رد دير في كندا.

## وصلات خارجية
- بليك ويزلي على موقع دوري الهوكي الوطني (الإنجليزية)
- بليك ويزلي على موقع قاعة مشاهير الهوكي (لاعب أن.إتش.أل) (الإنجليزية)
- بليك ويزلي على موقع EliteProspects.com (الإنجليزية)
- بليك ويزلي على موقع HockeyDB.com (الإنجليزية)
- بليك ويزلي على موقع Hockey-Reference.com (الإنجليزية)